# 生中継 ふるさと一番!
『生中継 ふるさと一番!』（なまちゅうけい ふるさといちばん）は、2005年10月3日から2011年3月10日までNHK総合テレビジョンとNHKワールド・プレミアムで放送された生放送番組である。

## 番組概要
かつて、この時間帯で生放送していた『ひるどき日本列島』と同じように、日本の各地からの中継を交えた情報番組である。
- 基本的には2日間1セット（2008年度からは4日間1セットの週もある）の形式を取り、NHK各地放送局のアナウンサーとレギュラーゲスト（旅人）がレポーターを担当する。
  - ただし、2011年2月7日以降は、日によって後継番組『ひるブラ』のスタイルを固めるためのテストケースを兼ねてか、上記に加え丸枠のクロマキー合成画面で映し出される東京のスタジオにも1人レギュラーゲストを配置して進行。エンドタイトルも東京のスタジオでフリップに差し込んでいた。
- 番組のテーマ曲はDEPAPEPEの『Harvest』であった（上記テスト時は別の曲を使用）。
- 中谷文彦がメイン担当となってからは、最初に「それぞれのふるさとに、それぞれの一番がある!」と挨拶してから始めた（言わない日もあった）。このフレーズは、やがて他の地域にも広がり、遂には公式ホームページにも記載され、事実上のキャッチフレーズとなった。さらに岩本勉は、トレードマークである「まいど!」の挨拶を加えていた。
- メイン担当が澗隨操司になってからオープニングのタイトル出しに変化が見られ、澗隨担当日はオープニングが省略されることが多かった。

## 番組の歴史
- 2005年10月3日 - 『スタジオパークからこんにちは』（以下＝スタパ）の放送時間を拡大し、その第1部として放送開始
  - NHKの不祥事が相次いだことにより視聴者の信頼回復のために実施された改革の一環として、2004年4月から1年半、月曜日 - 金曜日の帯番組として放送されていた『お昼ですよ!ふれあいホール』を改編で終了させスタートした。
  - 『スタパ』が休止となる祝日は単独番組扱いとなり『生中継ふるさと一番!』のタイトルのみで放送。使用される表示テロップも『スタパ』で使われているものとは別のものを使用していた。
  - 金曜日は、この時から2012年3月まで『金曜バラエティー』を放送[1]
- 2006年4月3日 - 『スタパ』から独立
- 2011年3月10日 - 翌日の東日本大震災に伴い同日の放送をもって打ち切りとなった。

番組は2011年3月24日で終了し、3月28日から後継となる生中継番組『ひるブラ』に移行することを発表していたが、その直前の3月11日に東北地方太平洋沖地震（東日本大震災）が発生したため、総合テレビでは非常体制（報道特番）により3月14日から4月中旬まで放送休止となった。
前述の影響で『ひるブラ』の放送開始は4月25日に延期。後継番組開始のお知らせがなく、未消化の番組も放送されないままで本番組の終了を迎えることになった。

## 放送時間
総合テレビ
- 月曜日 - 木曜日 12:20 - 12:43（日本標準時）

NHKワールド・プレミアム
- 月曜日 - 木曜日 3:20 - 3:43（協定世界時。2010年3月29日放送分からノンスクランブルで視聴可能）

### 備考
- 日本国内が祝日法による祝日・休日に当たる場合は、ニュースの放送時間が拡大されない限りは放送時刻を5分繰り上げ。この場合、12:38（日本標準時）で終了し、残りの時間は『プレマップ』など番組案内スポット枠に充てられた。したがって実質的な放送時間は変わらない。ただし、開始初期の祝日では通常より5分拡大して放送していた時期もあった。
- 日本国内外において大きな事件などが発生し、ニュースの放送時間が拡大された場合は、番組休止、または12:45（日本標準時）を終了時刻として開始時刻を繰り下げ、時間短縮するなどの対応をとった。
  - 2007年9月17日（敬老の日）放送分は大リーグ中継延長の際も同様の対応をとった。
  - 高校野球（選抜高等学校野球大会 ・全国高等学校野球選手権大会）の決勝戦が行われる日も休止。
  - 上記のケースにおいて放送できなくなった場合、後日録画の形で放送された。この場合、午後の再放送枠に充てられることがあった。
- 時期によってはそれまで放送された内容の総集編が放送されることもあった。
- 録画や総集編の場合、タイトルから“生中継”の表記が消えた（但し、地元地域に関係する地域向けの再放送では“生中継”の表記そのままで放送する場合もある）。この場合、司会者とゲストの1人は放送センターのCTスタジオの副調整室で生放送または収録を行い、VTRを見ながら振り返る形式での放送（空いているスタジオの副調整室を使用するため101スタジオ、107スタジオ、510スタジオなど、どのスタジオを使用するかは特に定まっていない。）や全編VTR収録での録って出し放送などパターンがいくつかあった。2010年3月22日から25日はCT-510スタジオの副調整室からの生放送で総集編が放送された。
- 基本的にはハイビジョン中継を行っていたが、中継場所によっては放送機材・中継回線の関係で16:9SDで中継された（デジタル総合テレビの場合）。
  - アナログ総合テレビとNHKワールド・プレミアムでは2010年7月1日放送分までサイドカットを行い4:3で放送していたが、同年7月5日放送分よりアナログ総合テレビとNHKワールド・プレミアムではレターボックス16:9での放送となった。
- なお、『ふれあいホール』時代の2005年3月25日から9月23日までの毎週金曜日は、『ふれあいホール』を休止し愛・地球博の会場から中継で『お昼ですよ!愛・地球博』を放送していたため、この期間だけ特別に月曜日から木曜日だけが同じ番組という扱いになった。
- 2009年5月11日 - 14日は北海道に関連した回（函館市、森町、登別市、伊達市）が放送されたが、5月16日（土曜日）も北海道ローカルで通常の『NHKアーカイブス』と『新日本紀行ふたたび』に差し替えて4本連続で再放送された（残りの15分は『さわやか自然百景』を放送）。
- また、2011年1月31日 - 2月3日は青森県に関係した回を放送したが、同日夜にデジタル放送サブチャンネル(032ch)で、再放送を実施した(デジタル放送メインチャンネルとアナログ放送では｢クローズアップ現代｣を放送)。

## アナウンサー
基本的に各地域を統括する放送局のアナウンサーが担当。関東地方は稀に地元局のアナウンサーが担当することがあったものの、大抵は東京アナウンス室のアナウンサーの仕事だった。

### 歴代のメイン担当
特集企画の場合は、関東以外の地域でも出演することがあった。
- 坂本朋彦（2006年3月まで）
- 中谷文彦（2006・2007年度）
- 澗隨操司（2008年度から終了まで）

## 旅人

### 歴代レギュラー
50音順。基本的には、下記のタレントが交替で出演。
- 石倉三郎（2008年9月8日 - ）
連続テレビ小説『だんだん』に出演していたこともあって、実質的なレギュラー昇格は2009年2月25日以降。
高倉健から倉の一字をもらった芸名であるため、時折挨拶の際に「高倉健です。」というお約束があった。
後継番組の「ひるブラ」（2011年9月28/29日）にもゲスト出演している。
- 石田靖 (2005年10月24日 - 2006年10月31日、2007年7月19日の総集編)
- 市毛良枝（2009年11月16日 - ）
- いとうまい子（2007年10月8日 - ）
- 岩本勉（2006年12月6日 - ）
- 江口ともみ（2007年10月1日 - ）
後継番組の「ひるブラ」（2011年6月13/14日）にもゲスト出演している。
- 大沢逸美（2005年11月9日 - ）
- 奥山佳恵（2009年5月4日 - ）
- 河相我聞（2005年10月12日 - 2009年3月12日)
- 菊池麻衣子（2005年12月19日 - ）
- 酒井美紀（2008年4月 - 2009年10月13日)
- 佐藤弘道（2010年4月 - ）
後継番組の「ひるブラ」にもゲスト出演している。
- 篠井英介（2009年3月30日 - ）
後継番組の「ひるブラ」（2011年7月11/12日）にもゲスト出演している。
- 千堂あきほ（2005年11月2日 - 2008年2月12日）
妊娠により2008年3月で降板（実際の出演は1ヶ月前の2月12日まで。）妊娠の事実は『かんさい土曜ほっとタイム』で公表し、その2日後の同番組では妊娠を伺わせる発言があった。
- だいたひかる（2005年10月5日 - 2006年12月14日、12月26日のミニ選集
- 滝田栄（2008年10月15日 - ）
- 田中雅美（2005年10月17日 - ）
- 田中美奈子（2007年1月29日 - ）
- 羽田美智子（2005年10月3日 - 2008年1月8日）
- 林マヤ（2010年4月14日 - ）
後継番組のひるブラ（2011年6月15日）にもゲスト出演している。
- 林家いっ平（現/林家三平）（2005年10月26日 - ）
- ふじいあきら（2007年4月18日 -  2010年2月9日）
- 藤波辰爾（2005年11月7日 - 2009年3月17日）
- 堀越のり（2008年4月 - 2009年3月3日）
- 舞の海秀平（2005年10月10日 - 2007年4月10日、7月18日の総集編）
- 山咲トオル（2007年5月21日 - 8月2日、2008年3月24日の総集編）
- 渡辺徹（2010年1月 - ）
後継番組の「ひるブラ」にも不定期で、スタジオコメンテーターや中継ゲストとして出演している。

### その他
1回（2日間）だけ出演した旅人。
（50音順）
- 大林素子 (2006年1月4日、5日)
- 神尾米 (2006年3月6日、7日)
- クリステル・チアリ (2006年3月1日、2日)
- 坂本冬美 (2006年3月22日、23日)

1回（1日間）だけ出演した旅人。
（50音順）
- 川島なお美 (2011年2月9日)
- 香坂みゆき (2010年11月16日)
- 田中律子(2010年10月25日)
- 早見優 (2010年11月15日)
- 安めぐみ (2011年2月10日)